# Партия консерваторов (Молдова)
Партия консерваторов (рум. Partidul Сonservator) — правоцентристская политическая партия в Республике Молдова. Образована 12 июля 2006 года.

## Основные цели партии
Основные цели Партии консерваторов:
- продвижение национальных ценностей и интересов
- принципов современного консерватизма
- укрепление верховенства права
- поддержку частной собственности
- реструктуризации и модернизации национальной экономики
- реформы местного и центрального публичного управления
- содействие экономики и государственного управления
- развитие и оказание поддержки программам социальной защиты уязвимых групп населения
- содействие развитию образования, науки и культуры, прав и свобод
- формирование внешней политики, направленной на развитие отношений со всеми государствами, особенно в соседних странах

## Результаты на выборах
На парламентских выборах 2009 года Партия консерваторов набрала 0,29% голосов избирателей.
На досрочных парламентских выборах 2010 года Партия консерваторов набрала 0,12% голосов избирателей.